# موريس ترافرس
موريس ترافرز (بالإنجليزية: Morris Travers)‏ عاش بين (1872-1961), هو مؤسس المعهد الهندي للعلوم، وهو عالم كيميائي بريطاني قام بالتعاون مع العالم وليام رامزي باكتشاف العناصر : الزينون والنيون والكريبتون في الفترة من 1894 و1908 وهو أول من عرف ما كان يدعى بالغازات الخاملة أو النبيلة : الزينون والنيون والكريبتون. ولد ترافرز في لندن وأتم دراسته الجامعية فيها حتى أخذ لقب البروفيسور عام 1903 ثم غادر في عام 1906 إلى بنغالور في الهند وافتتح المعهد الهندي للعلوم ولكنه عاد إلى بريطانيا خلال الحرب العالمية الأولى وأصبح مدير صناعة الزجاج في دوروجلاس المحدودة وفي عام 1920 انخرط في تقنيات الأفران والوقود عالية الحرارة وتقنيات تحويل الفحم إلى غاز
موريس ترافرز قام بمساعدة وليام رامزي في تحديد خصائص الغازات الخاملة المكتشفة حديثا : الآرجون والهيليوم، كما أنهم بحثوا ضمن المعادن والنيازك لإيجاد غازات جديدة ولكنهم لم يجدوا شيئا، وفي عام 1898 قاما بالحصول على كميات كبيرة من الهواء المسال وقاموا بعملية التقطير التجزيئي لها، وبواسطة التحليل الطيفي للبقايا المتطايرة، تم اكتشاف كمية ضئيلة من الكريبتون، وقاما بالبحث عن غازات ذات نقطة غليان أقل فعثروا على النيون وأخيرا، الزينون الذي كان أقل تطايرا مقارنة بالكريبتون تم اكتشافه بواسطة التحليل الطيفي. تابع ترافرز أبحاثه في المواضيع المتعلقة بدرجات الحرارة المنخفضة، وتوصل إلى أول قياس دقيق لدرجات حرارة الغازات المسالة. وساهم أيضا في بناء العديد من وحدات تسييل الهواء الصناعية في أوروبا.